# Dasylophia colimata
Dasylophia colimata är en fjärilsart som beskrevs av Dyar 1925. Dasylophia colimata ingår i släktet Dasylophia och familjen tandspinnare. Inga underarter finns listade i Catalogue of Life.